# Succisa

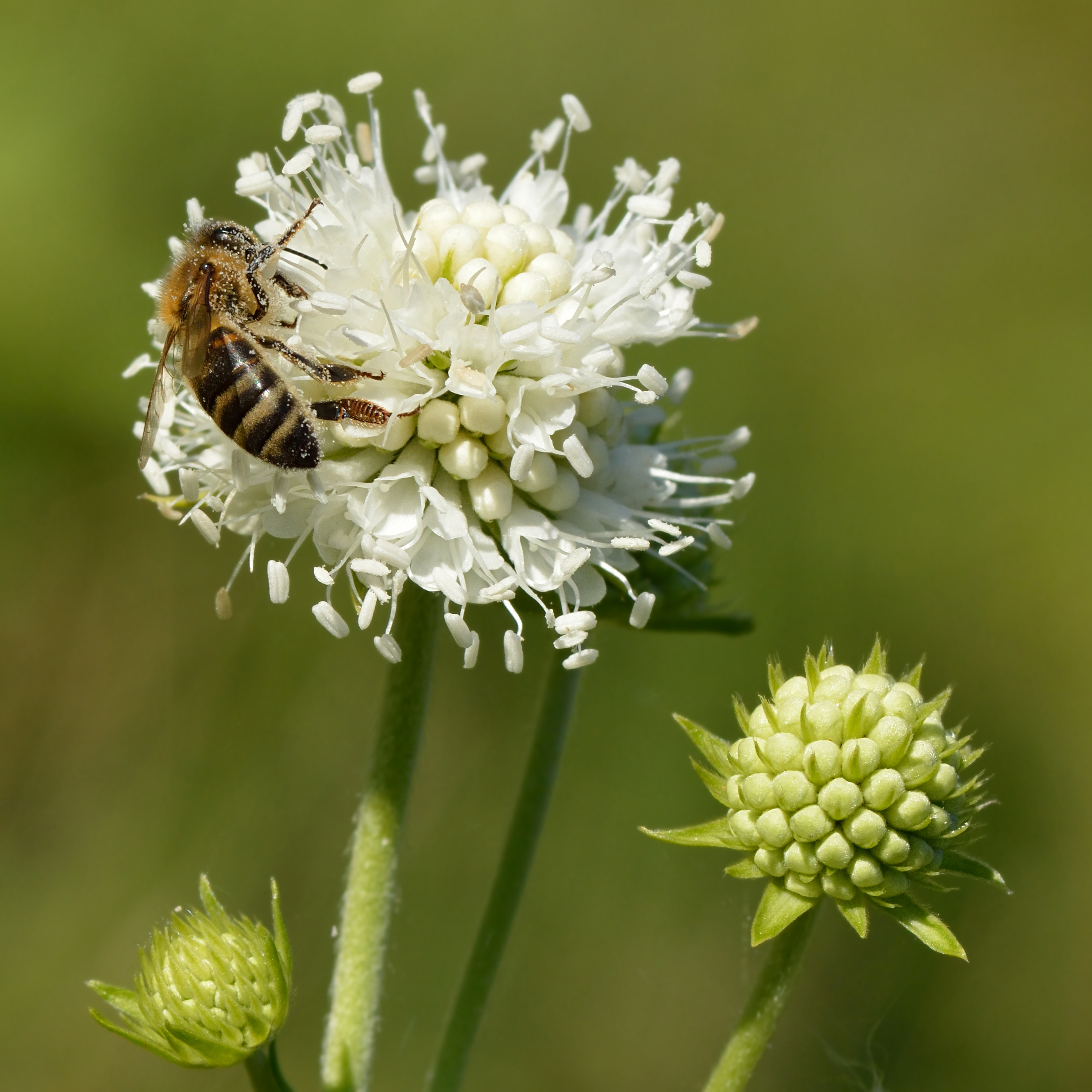

Succisa es un género de la antigua familia Dipsacaceae ahora subfamilia de  Caprifoliaceae que tiene unas 80 especies siendo la más importante S. pratensis.  Comprende 83 especies descritas y de estas, solo 2 aceptadas.

## Taxonomía
El género fue descrito por Albrecht von Haller y publicado en Historia Stirpium Indigenarum Helvetiae Inchoata 1: 87. 1768. La especie tipo es: Succisa pratensis
Etimología
Succisa: nombre genérico que deriva del griego y significa "que aparece mordida o rota"

## Especies seleccionadas
- Succisa alpina
- Succisa arvensis
- Succisa ciliata
- Succisa cretacea
- Succisa graminiflora
- Succisa humilis
- Succisa parvula
- Succisa pratensis
- Succisa pyrenaica
- Succisa stricta
- Succisa sylvatica
- Succisa syriaca
- Succisa tatarica
- Succisa vulgaris